# Ceraturgus cruciatus
Ceraturgus cruciatus är en tvåvingeart som först beskrevs av Thomas Say 1823.  Ceraturgus cruciatus ingår i släktet Ceraturgus och familjen rovflugor. Inga underarter finns listade i Catalogue of Life.